# Carpe diem

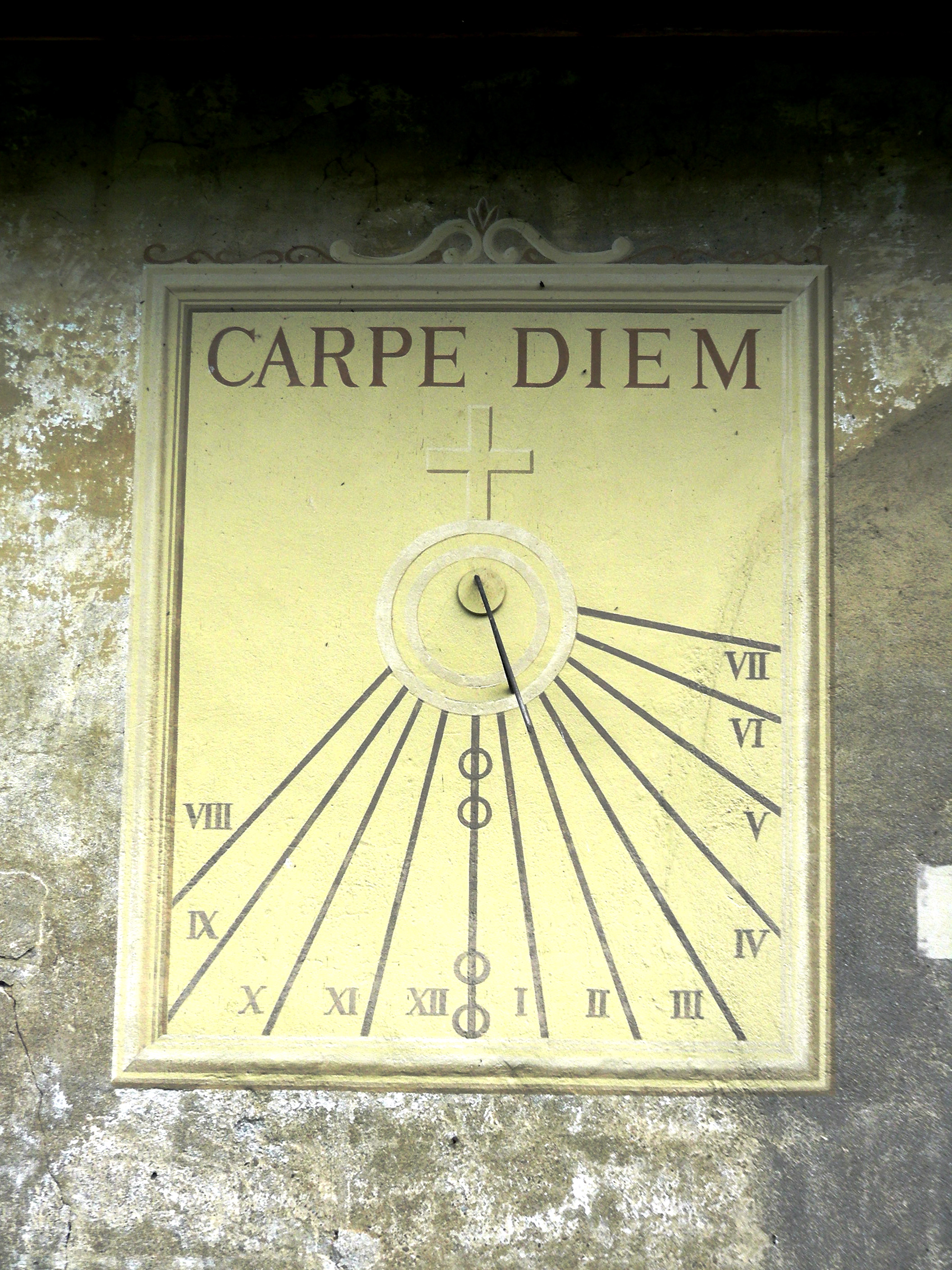
Carpe diem

Carpe diem (лат. лови день) — крилатий вислів латиною, що означає «використовуй мить, що маєш зараз», гасло епікурійців. Фраза походить з однієї з од Горація. Повністю рядок звучить: «carpe diem, quam minimum credula postero» — «лови день, довіряючи якомога менше майбутньому».